# Cerynea ampafana
Cerynea ampafana is een vlinder uit de familie spinneruilen (Erebidae). De wetenschappelijke naam is voor het eerst geldig gepubliceerd in 1976 door Viette.
De soort komt voor in tropisch Afrika.